# Johann Friedrich Mieg (Pfarrer)
Johann Friedrich Mieg (selten auch Johann Friederich Mieg; * 25. Mai 1744 in Lingen; † 14. Dezember 1819 in Heidelberg) war ein deutscher reformierter Prediger, Freimaurer und Illuminat.

## Leben
Mieg stammte aus einer weitverzweigten, ursprünglich aus Straßburg stammenden Familie Mieg. Er war Sohn des Theologieprofessors Johann Kasimir Mieg und Enkel des Theologieprofessors Ludwig Christian Mieg. Nach Besuch der Lateinschule in Lingen absolvierte er ein Studium der Philosophie und der Theologie an der Hochschule von Herborn und ab 1765 an der Universität Groningen. Anschließend war er 1767 kurzzeitig Pfarrer von Oldersum und anschließend bis 1776 niederländischer Gesandtschaftsprediger in Wien. 1773 erfolgte die Aufnahme in die Freimaurerloge Zu den drei Adlern, in der er den Meistergrad erlangte. In Wien war er in Kreisen der Aufklärung aktiv.
Mieg nahm 1775 einen Ruf als außerordentlicher kurpfälzischer Kirchenrat nach Heidelberg an. Dort wurde er zudem 3. Pfarrer an der Heiliggeistkirche. 1776 erhielt er von der Groninger Universität die Ehrendoktorwürde (Dr. theol. h.c.). Mit David Christoph Seybold gab er ab 1778 die Wochenschrift Der Rheinische Zuschauer heraus. 1778 wurde er zum 1. Pfarrer an der Heiliggeistkirche befördert. Mieg war einer der führenden Vertreter des Illuminatenordens in der Kurpfalz, nach deren Verbot er im Juni 1791 durch Dekret des Kurfürsten Karl Theodor wegen Verdachtes der Zugehörigkeit zu einer geheimen Gesellschaft unter Beobachtung gestellt wurde. Er war ab Mai 1781 Novize, wurde im Juni 1781 Minerval und schließlich 1782 Provinzial des Ordens. 1795 wurde er zu ordentlichen kurpfälzischen Kirchenrat befördert. Die Stelle als Kirchenrat hatte er bis 1802 inne, die als Prediger bis 1806. Zeitweise war er Gutsbesitzer in Guntersblum.
Mieg war ab 1775 Mitglied der Haarlemer Maatschappij der Wetenschappen (Haarlemer Gesellschaft der Wissenschaften), ab 1776 Mitglied der Kurpfälzischen Deutschen Gesellschaft sowie ab 1788 der Akademie gemeinnütziger Wissenschaften zu Erfurt.

## Werke (Auswahl)
- Epitaphia Palatino-Electoralia, 1767.
- Die Gerechtigkeit, eines Volkes Zierde: Eine Busspredigt, Wien 1770.
- Predigt über Sprüche Salomonis. 14, 34, Wien 1770.
- Gastpredigt über 2 Petr. III. 14. 15. Frankfurt am Main 1775.
- Specimen Theologicum De Mechanismo In Causa Religionis Speciatim In Institutionibus Caute Vitando, Greaffer, Leipzig 1776.
- mit Johann Ulrich: Die neueste Religions-Verfassung und Religionsstreitigkeiten der Reformirten in der Unterpfalz, Weygand, Leipzig 1780.
- mit Dominik Gottlieb Theophil Heddäus: Das neue Gesangbuch der reformierten Gemeinde der Kurpfalz, Heidelberg 1785.
- Heidelberg vor 100 Jahren durch Kriegswuth eingeäschert, Heidelberg 1793.